# 3346 Gerla
3346 Gerla è un asteroide della fascia principale del diametro medio di circa 34,19 km. Scoperto nel 1951, presenta un'orbita caratterizzata da un semiasse maggiore pari a 3,1845062 UA e da un'eccentricità di 0,0448588, inclinata di 21,49605° rispetto all'eclittica.
L'asteroide è dedicato all'attrice inglese Gertrude Lawrence.